# エフレジ
株式会社エフレジは、カード･コンビニ決済代行をはじめ、ショッピングモール、WEB構築、レンタルサーバー事業など、決済を取り巻く各分野に進出する大阪市に本社を置く決済代行会社。

## 概略
2002年1月に設立。決済サービス「F-REGI（エフレジ）」では、決済ソリューションをオールインワンで提供する決済代行サービスと、データ連携のみを代行する接続代行サービスを提供。

## 沿革
- 2002年
  - 1月 - 株式会社フューチャーコマースを設立（ 資本金1,000万円 ）
- 2003年
  - 1月 - フューチャーショップに接続、コンビニエンス決済事業を開始
  - 3月 - 出店無料ショッピングモール shops.net 事業を開始
- 2005年
  - 4月 - クレジットカード本人認証サービス、3Dセキュアに対応
  - 7月 - 要注意住所録検索システムの提供を開始
  - 11月 - 東京支社を開設
- 2006年
  - 3月 - プライバシーマーク制度認証を取得
  - 10月 - 資本金を3,000万円に増資
- 2007年
  - 1月 - Edy・イーバンク（ 現：楽天銀行 ）決済事業を開始
  - 9月 - EV（ Extended Validation ）SSL証明書に対応
  - 10月 - 「 F-REGI 」および「 shops.net 」を商標登録
  - 11月 - 資本金を10,000万円に増資
  - 12月 - 情報セキュリティ管理の適合性評価制度、ISMS認証を取得
- 2008年
  - 3月 - ICカードワールドブース（ 東京ビッグサイト ）に出展
  - 8月 - EC-CUBEに対応した「 F-REGI 」決済モジュールの提供を開始
  - 8月 - メール送信型決済の提供を開始
  - 10月 - 各種税料金・公共料金のオンライン収納サービス「 F-REGI 公金支払い 」の提供を開始
  - 10月 - 購入者位置情報認識データベースの提供を開始
- 2009年
  - 1月 - ICカードワールドブース（ 東京ビッグサイト ）に出展
  - 9月 - 東京支社を移転
  - 11月 - PCI SSC PO Japan連絡会に正会員として参加
  - 12月 - 各種寄付金のオンライン収納サービス「 F-REGI 寄付支払い 」の提供を開始
- 2010年
  - 1月 - 「 F-REGI 」にPay-easyを追加
  - 8月 - 「 F-REGI 」にAlipay決済を追加
  - 11月 - F-REGI リダイレクト決済（ SaaS型 ）の提供を開始
- 2011年
  - 1月 - SOY Shopに対応した「 F-REGI 」の決済モジュールの提供を開始
  - 2月 - 京都本社・東京支社を移転
  - 2月 - 継続課金決済（ カード登録型サービス ）の提供を開始
  - 4月 - 「 F-REGI 」にIDネット決済を追加
  - 6月 - 海外発行カード検知サービスの提供を開始
  - 6月 - EC-CUBE2.11に対応した決済プラグインの提供を開始
  - 12月 - 各種学納金のオンライン収納サービス「 F-REGI 払込支払い 」の提供を開始
- 2012年
  - 2月 - 「 F-REGI 公金支払い 」にて、住民税・固定資産税・軽自動車税・国民健康保険料・保育料のインターネットからのクレジットカード収納を開始
  - 12月 - 福岡支社を開設
- 2013年
  - 4月 - 「 F-REGI 」にPayPalを追加
  - 5月 - 教育ITソリューションEXPO（ 東京ビッグサイト ）に出展
  - 7月 - 大阪支社を開設
  - 9月 - 「 F-REGI 公金支払い 」にて上下水道料金の継続払いに対応
  - 10月 - 仙台支社を開設
  - 11月 - 多通貨決済事業を開始
  - 12月 - 「 F-REGI 払込支払い 」にて各種証明書のオンライン申込受付機能を開始
- 2014年
  - 6月 - New Education Expo 2014に出展
  - 11月 - 札幌支社を開設
- 2015年
  - 1月 - 株式会社エフレジに社名を変更
  - 4月 - ふるさと納税ポータルサイト、ふるさとエールを開設
  - 5月 - 第6回 教育ITソリューションEXPOに出展
- 2016年
  - 8月 - 「 F-REGI 」にキャリア決済を追加
  - 9月 - EC-CUBE3.0に対応した決済プラグインの提供を開始
- 2017年
  - 8月 - 本部機能を大阪拠点へ集約
  - 10月 - 「 F-REGI 」にApple Payを追加
  - 10月 - 釧路支社を開設
  - 11月 - 第1回 関西 教育ITソリューションEXPO（ EDIX関西 ）に出展
- 2018年
  - 5月 - 自治体総合フェア2018（ 東京ビッグサイト ）に出展
  - 10月 - F-REGI 簡単支払いの提供を開始
  - 10月 - F-REGI 承認画面システム（ 決済専用タブレット ）の提供を開始
  - 11月 - 「 F-REGI 公金支払い 」にて水道局向け総合ソリューションの提供を開始
- 2019年
  - 10月 - キャッシュレス・消費者還元事業にB型決済事業者として参画
- 2020年
  - 5月 - 電子決済等代行業者に登録
  - 10月 - F-REGI 承認画面システム（ テンキーパッド ）の提供を開始
  - 11月 - EC-CUBE4.0に対応した決済プラグインの提供を開始
- 2021年
  - 4月 - American Express社が提供する本人認証サービス、SafeKeyに対応
  - 6月 - 「 F-REGI 」に楽天ペイを追加